# Puchar Polski w piłce siatkowej kobiet (1986/1987)
Puchar Polski w piłce siatkowej kobiet 1986/1987 – 30. sezon rozgrywek o siatkarski Puchar Polski, rozgrywany od 1932 roku.

## Klasyfikacja końcowa
| Miejsce | Drużyna                |
| ------- | ---------------------- |
| 1.      | Czarni Słupsk          |
| 2.      | BKS Stal Bielsko-Biała |
| 3.      | ŁKS Łódź               |
| 4.      | Gwardia Wrocław        |